# ウィリアム・ヘンリー・ストーン
ウィリアム・ヘンリー・ストーン（英: William Henry Stone、1837年6月18日 - 1917年6月3日）は、明治時代にお雇い外国人として来日したイギリスの電気技師である。フリーメイソン。

## 経歴・人物
アイルランドのスライゴー出身。明治5年（1872年）来日し、工部省の書記官に就任した。同省の電信寮に属し、電信の架設を指導した。明治18年（1885年）に逓信省に転勤し、電信事業指導顧問となる。電信技術関係の他に、海外の電信会社との交渉を行なっており、法規の制定にも携わった。以後日本に在住し、同国の電信技術に貢献した。
日清戦争の際には勲二等に、日露戦争の際には勲一等に叙せられ、外国人技術者としては異例の処遇を受けた。
1917年（大正6年）、東京で死去し青山霊園に葬られた。